# Карфагенский монетный двор
Карфагенский монетный двор — римский монетный двор, располагавшийся в Карфагене. Он был основан в результате кампании против мавров императора Максимиана в 296 или 297 году и оставался активным вплоть до подавления восстания Домиция Александра в 311 году.
Впоследствии монетный двор вновь открылся и выпускал анонимные монеты с легендами DOMINO NOSTRO. Эти монеты учёные относят либо ко времени восстания Гильдона (397—398 годы), либо Бонифация (420 год), а иногда даже ко времени владычества вандалов. Во время существования королевства вандалов и аланов Карфагенский монетный двор производил монеты из серебра и меди.